# Bitwa pod P'yŏngt'aek
Bitwa pod P'yŏngt'aek – starcie zbrojne podczas wojny koreańskiej, 6 lipca 1950. Zwycięstwo Koreańczyków z Północy nad Amerykanami.

## Bitwa
Rankiem 6 lipca doszło do starcia między Koreańczykami, a oddziałami amerykańskimi cofającymi się spod Osan. Zdezorganizowani Amerykanie ponieśli kolejne straty i wycofali się w kierunku Cheonan.